# Prędkość dźwięku

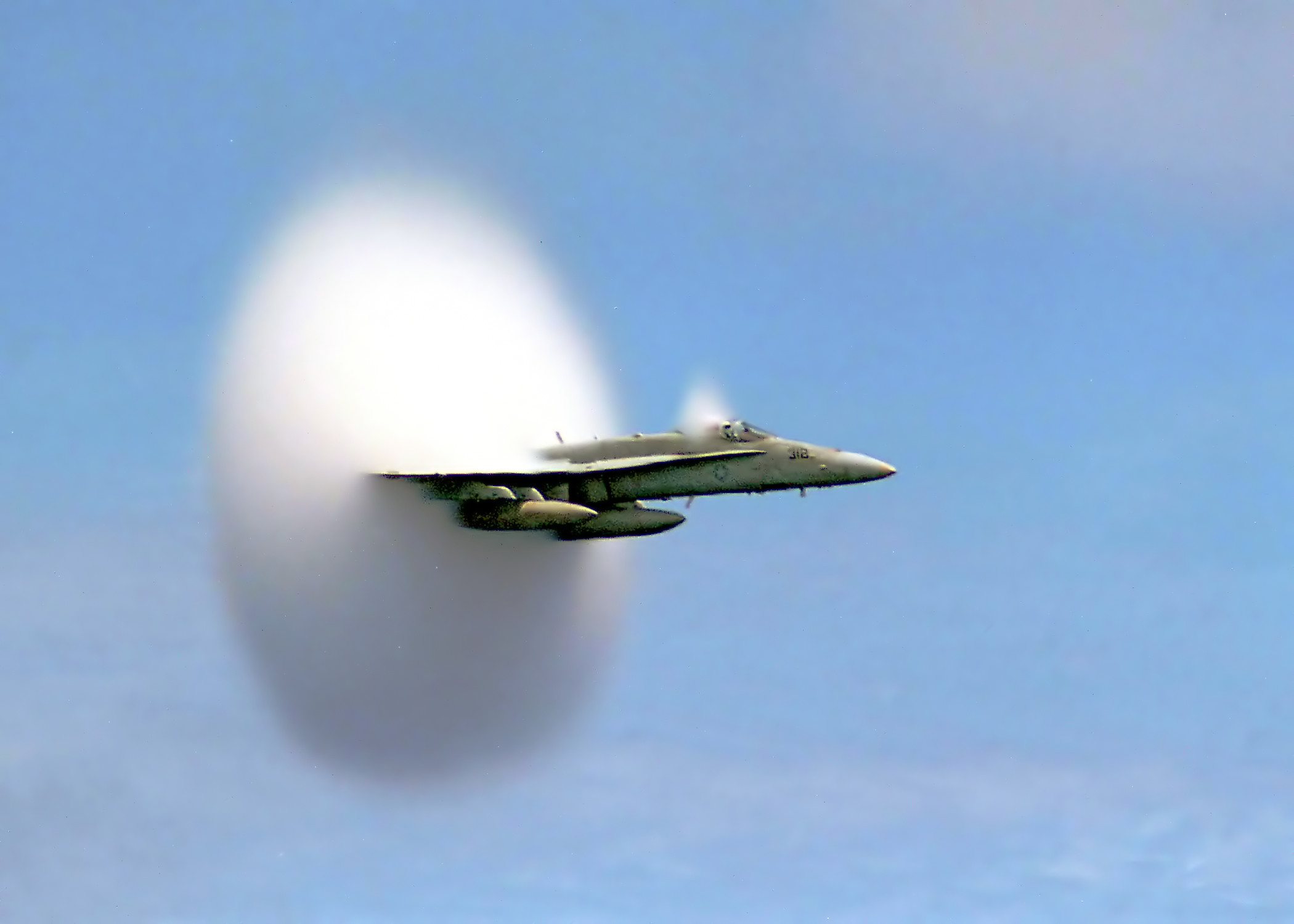
F/A-18 Hornet przełamuje barierę dźwięku

Prędkość dźwięku w określonym ośrodku – prędkość rozchodzenia się w nim podłużnego zaburzenia mechanicznego (fali sprężystej).

## Opis
Prędkość dźwięku w substancjach zależy od prędkości przekazywania kolejnym cząsteczkom tej substancji energii drgań cząsteczek. Dla małych natężeń dźwięku prędkość związana z ruchem drgającym jest znacznie mniejsza od prędkości ruchu cieplnego cząsteczek, dlatego prędkość dźwięku nie zależy od jego natężenia ani od częstości drgań.
W powietrzu, w temperaturze 15 °C, prędkość rozchodzenia się dźwięku jest równa 340,3 m/s ≈ 1225 km/h. Prędkość ta zmienia się przy zmianie parametrów powietrza.
| Temperatura (°C) | Prędkość (m/s) |
| ---------------- | -------------- |
| –40              | 306,5          |
| –30              | 312,9          |
| –20              | 319,3          |
| –10              | 325,6          |
| 0                | 331,8          |
| 10               | 337,8          |
| 15               | 340,3          |
| 20               | 343,8          |
| 30               | 349,6          |
| 40               | 355,3          |

Najważniejszym czynnikiem wpływającym na prędkość dźwięku w powietrzu jest temperatura, w niewielkim stopniu ma wpływ wilgotność powietrza. Nie zauważa się, zgodnie z przewidywaniami modelu gazu doskonałego, wpływu ciśnienia.

## Zależność od stanu ośrodka

### Gazy
Dla gazu doskonałego prędkość wynosi:
{\displaystyle v={\sqrt {\kappa \cdot {\frac {p}{\rho }}}}}
gdzie wykładnik adiabaty
{\displaystyle \kappa ={\frac {C_{p}}{C_{v}}}}
jest stosunkiem ciepła właściwego gazu pod stałym ciśnieniem Cp do jego ciepła właściwego w stałej objętości Cv, przy czym
{\displaystyle C_{p}-C_{v}=R}
Zaś iloraz p/ρ jest stosunkiem ciśnienia p gazu w stanie niezakłóconym do jego gęstości ρ, równym:
{\displaystyle {\frac {p}{\rho }}={\frac {RT}{m}}={\frac {k_{B}T}{\mu }}}
gdzie:
R – stała gazowa,
T – temperatura bezwzględna,
kB – stała Boltzmanna
m – masa molowa,
μ – masa cząsteczkowa.
Doświadczalny wzór określający zależność prędkości dźwięku w suchym powietrzu (wilgotność równa zero) od temperatury dana jest przybliżonym wzorem:
{\displaystyle v=331{,}5+0{,}6\cdot \theta }
gdzie:
{\displaystyle v} – prędkość dźwięku [m/s],
{\displaystyle \theta } – temperatura [°C].
Wzór ten jest przybliżeniem wzoru wynikającego z równania gazu doskonałego:
{\displaystyle v=331{,}5{\sqrt {1+{\frac {\theta }{273{,}15}}}}}

### Inne substancje
W cieczach oraz ciałach stałych prędkość dźwięku jest większa niż w gazach. W środowiskach izotropowych w ciałach stałych
{\displaystyle v={\sqrt {\frac {E}{\rho }}}}
gdzie E jest modułem Younga, ρ gęstością; w cieczach
{\displaystyle v={\sqrt {\frac {K}{\rho }}}}
gdzie K stanowi współczynnik sprężystości objętościowej.

## Historia
Pierwszego przybliżonego pomiaru prędkości dźwięku w powietrzu dokonał Marin Mersenne około 1636.

## Zależność od materiału
Prędkość rozchodzenia się dźwięku w różnych ośrodkach:
| materiał        | prędkość (m/s) |
| --------------- | -------------- |
| guma            | 17–30          |
| chlor           | 206            |
| dwutlenek węgla | 259            |
| powietrze       | 340            |
| korek           | 500            |
| hеl             | 965            |
| etanol          | 1180           |
| wodór           | 1284           |
| rtęć            | 1500           |
| woda            | 1500           |
| ołów            | 2100           |
| ebonit          | 2400           |
| lód             | 3300           |
| mosiądz         | 4300           |
| beton           | 3800           |
| sosna           | 4760           |
| jodła           | 4890           |
| stal            | 5100–6000      |
| szkło           | 6000           |
| aluminium       | 6300           |
| diament         | 18 000         |

## Fale MHD
Podłużne zaburzenia gęstości plazmy (podłużne fale MHD) bywają nazywane przez astrofizyków dźwiękiem. Fala taka w warunkach małej koncentracji może uzyskiwać znaczne prędkości, np. w:
- otoczeniu Słońca – 10 000 m/s[5]
- w ośrodku międzygwiazdowym – 100 000 m/s[6]